# Darlington Arena
Darlington Arena est un stade de football localisé à Darlington, en Angleterre.
C'est l'enceinte du club de Darlington Football Club.

## Histoire
Ce stade de 25 000 places fut inauguré en 2003 par un match Darlington-Kidderminster Harriers. 